# TBM 공법
TBM(Tunnel Boring Machine) 공법은 굴착기를 땅속에서 수평으로 회전시켜 암반을 압력으로 파쇄시키는 시공 방식이다.

## 상세
TBM(Tunnel Boring Machine)공법은 1812년 공학자 마크 브루넬이 나무 선박을 갉아먹는 ‘배좀벌레조개’를 보고 힌트를 받아 개발했다. 흔히 ‘두더지 공법’이라고도 불린다.
TBM 공법의 작동 원리는 일단 터널 크기만 한 원통형의 회전식 강철 굴착 장비로 땅을 긁으며 파고 들어간다. 이때 지반을 파며 나오는 암석, 토사 등은 TBM에 연결된 슬러리(Slurry: 일종의 흙탕물) 배관을 통해 지상으로 운반된다. 이와 동시에 파낸 벽면에 ‘세그먼트’라 불리는 콘크리트 블록을 부착해 터널을 만들어 나가며 이렇게 터널의 굴착부터 구조체 시공, 토사 배출까지 모든 과정이 자동화되어 한 번에 이뤄진다.
TBM 공법은 특히 소음과 진동, 안전성을 고려해야 하는 도심지의 어려운 지반 조건을 극복하기에 적합하다. 화약을 사용하는 발파 공법에 비해 소음과 진동이 현저히 저감 되고, 굴착된 토사나 암반도 분진 없이 배출돼 세계적으로 선호도가 높다.
또한 원통형 실드(Shield) 자체도 지지대 역할을 해주며, 세그먼트를 설치해 터널 내벽을 만들어 더욱 안정적이다. 발파 공법에 비해 굴진 속도가 빨라 공사 기간도 줄여주며 지하수압이 높은 지반을 비롯한 다양한 지층에서 적용 가능하다. 
| - 안전성 - 적은 소음과 진동 - 분진 없이 토사, 암반 배출 - 다양한 지층에 적용 가능 - 공사 기간 단축 | - 시공 및 유지 보수 비용 고가 - 굴착 노선이 제한적(직선 방향만 가능) |

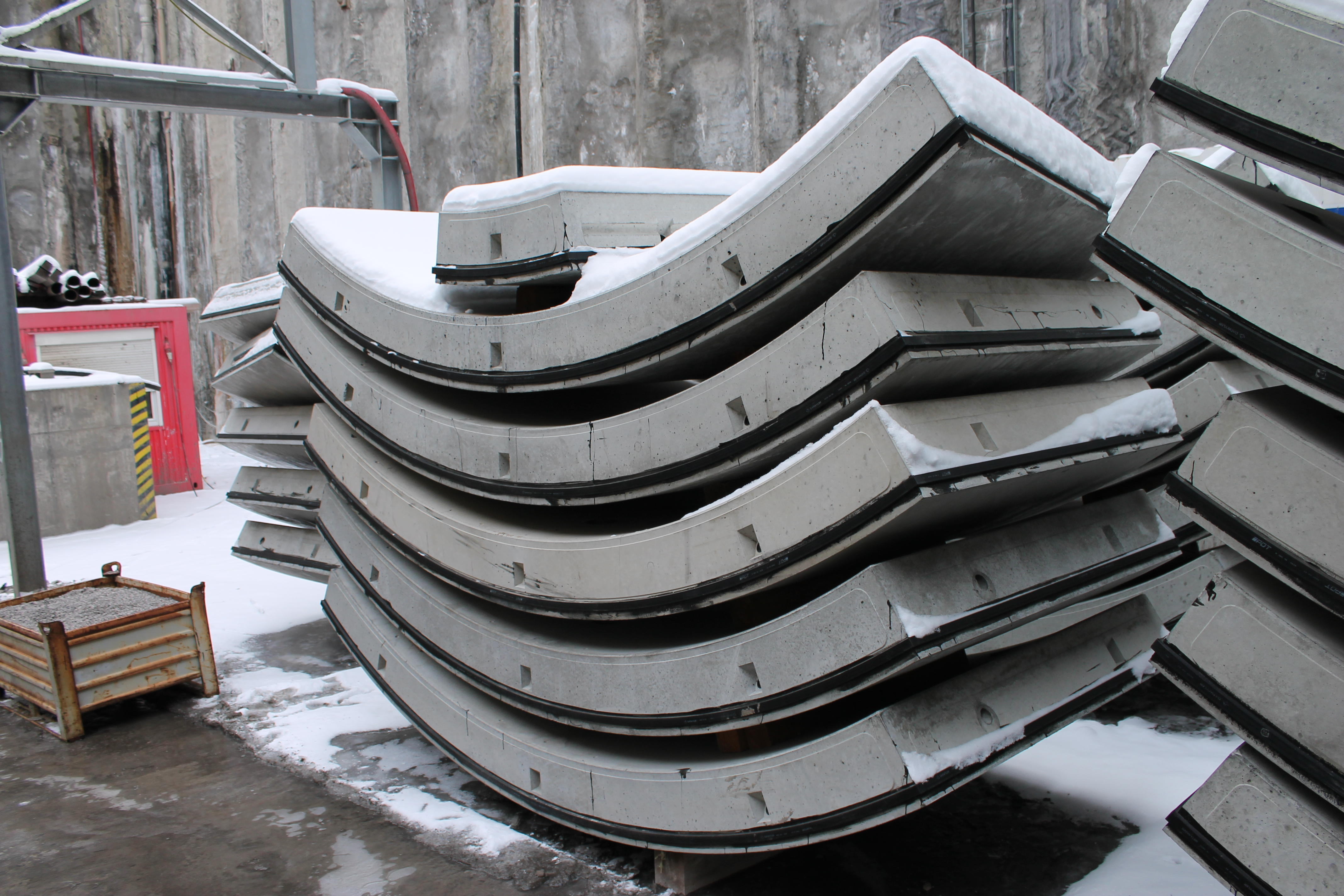
굴착 후 터널 벽면에 붙일 복공 콘크리트 조각을 쌓아둔 모습

## 같이 보기
- 굴착기
- 현대건설
- 건설기계

## TBM 적용 현장
- 서울 남산1호 터널 쌍굴
- 싱가포르 남북 전력구 터널 NS3
- 대곡-소사 복선전철
- 김포-파주 간 건설공사 제2공구
- 수도권광역급행철도(GTX)
- 일본 도쿄만 횡단 해저터널